# 林園庄

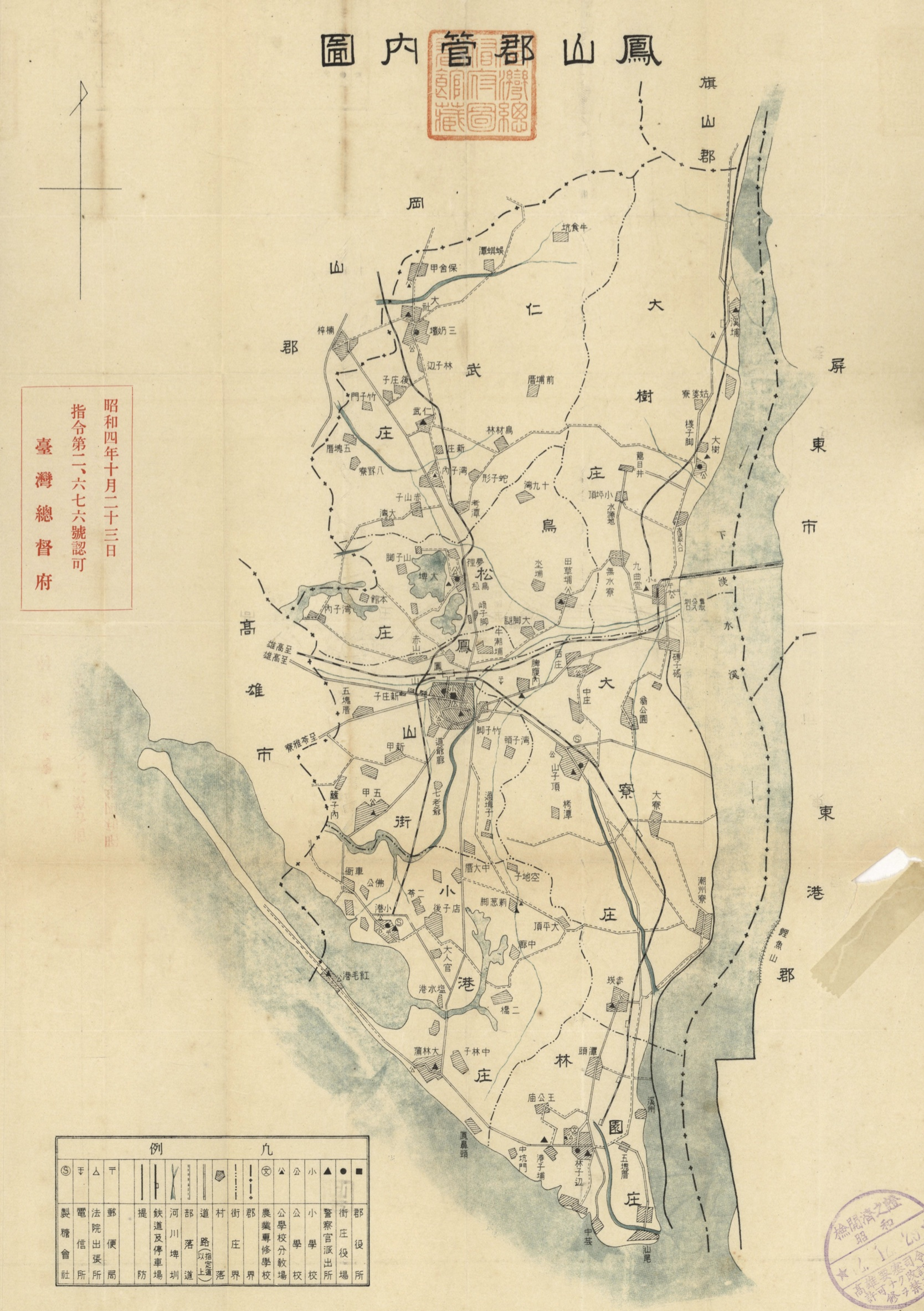
鳳山郡管內圖

林園庄為臺灣日治時期1920年至1945年間存在之行政區，轄屬高雄州鳳山郡。今高雄市林園區。於1934年的人口為15,982人。

## 行政區劃
林園地區在清代屬小竹下里，在1897年5月隸屬於鳳山縣鳳山辨務署。1898年2月5日，鳳山縣公告劃設區，小竹下里分為「赤崁區、中芸區、林內區、林仔邊區」。1898年6月28日，鳳山縣被併入臺南縣。1900年11月15日，林內區被併入赤崁區，赤崁區的瓦磘庄、大湖庄、沓尾庄、苦苓腳庄、柚仔腳庄、竹坑庄、山腳庄改隸頂林仔邊區。1901年11月11日，臺灣的行政區劃改為二十廳，小竹下里隸屬於鳳山廳。1904年4月15日，鳳山廳實施街庄整併。此時的劃分如下：
- 中芸區
  - 小竹下里：汕尾庄、中芸庄、港仔埔庄
- 林仔邊區
  - 小竹下里：王公廟庄、林仔邊庄、溪洲庄
- 赤崁區
  - 小竹下里：潭頭庄[6]

1909年10月25日，臺灣的行政區劃改為十二廳，鳳山廳因此廢止，被併入臺南廳，隸屬臺南廳「鳳山支廳」。1920年10月1日，原堡里鄉澚之行政區廢除，街庄社改為大字，上述街庄合併為高雄州鳳山郡林園庄，轄域內分為轄域內分為汕尾、中芸、港子埔、王公廟、潭頭、林子邊、溪洲等7個大字。大字下的小字如下：
- 王公廟：王公廟、苦苓脚
- 港子埔：港子埔、中坑門[8]

二戰後，林園庄改為高雄縣鳳山區林園鄉，今高雄市林園區。林園區現有24里，王公廟大字下王公廟小字為今王公、廣應里，苦苓脚小字為今林家、龔厝里。
| 1900年   | 1900年   | 1900年                                                                                         | 1920年 | 1920年 | 現在   | 現在                   |
| 堡里     | 區       | 街庄社                                                                                         | 街庄   | 大字   | 鄉鎮   | 里                     |
| -------- | -------- | ---------------------------------------------------------------------------------------------- | ------ | ------ | ------ | ---------------------- |
| 小竹下里 | 中芸區   | 汕尾庄                                                                                         | 林園庄 | 汕尾   | 林園區 | 東汕、西汕、北汕，中汕 |
| 小竹下里 | 中芸區   | 中芸庄、灣仔內庄、中港庄、西溪庄、牛廍庄、沽仔藔庄、後大厝庄                                   | 林園庄 | 中芸   | 林園區 | 中芸、鳳芸、西溪       |
| 小竹下里 | 中芸區   | 椰樹庄、過溝庄、林裡庄、港仔埔庄、檨仔林庄、頂厝庄、內厝庄、廍邊庄、港仔嘴庄、田中央庄、中坑門 | 林園庄 | 港子埔 | 林園區 | 頂厝、港埔、港嘴、中門 |
| 小竹下里 | 林仔邊區 | 山腳庄、六湖庄、沓尾庄、三張廍庄、瓦磘溝庄、林內庄、王公廟庄                                   | 林園庄 | 王公廟 | 林園區 | 王公、林家、龔厝，廣應 |
| 小竹下里 | 林仔邊區 | 頂過溝仔庄、下過溝仔庄、下林仔邊庄、頂林仔邊庄、韮菜園庄、米店仔庄、牛埔仔庄                   | 林園庄 | 林子邊 | 林園區 | 林園、東林，仁愛、文賢 |
| 小竹下里 | 林仔邊區 | 溪洲仔庄、外溪洲庄、內溪洲庄、溪尾庄、五塊厝庄                                                 | 林園庄 | 溪洲   | 林園區 | 溪洲，五福             |
| 小竹下里 | 赤崁區   | 潭頭庄、林內庄、中厝庄                                                                         | 林園庄 | 潭頭   | 林園區 | 潭頭、中厝、林內       |

## 區、庄長
- 中芸區長
  - 林文宙：1911~1912年
  - 黃法：1913~1916年
  - 黃玉邦：1917~1920年
- 林仔邊區長
  - 黃玉邦：1910~1916年
  - 劉萬在：1917~1920年
- 林園庄長
  - 劉萬在：1920~1935年
  - 葉瑤琳：1936~1937年
  - 矢野實：1938~1940年
  - 廣川三郎：1941~1945年[9]

## 設施

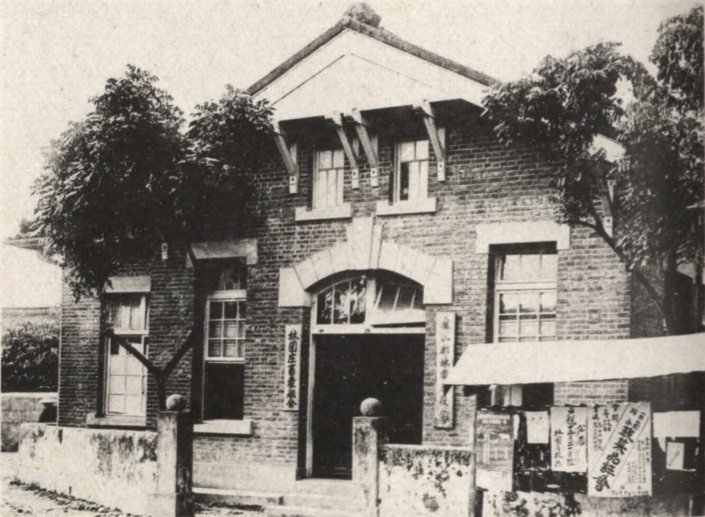
林園庄役場

- 林園庄役場林園庄役場
- 林園郵便局（1943年5月20日設置）[10]
- 林園農業專修學校（今林園高中）
- 林園公學校→林園國民學校（今林園國小）
- 臺灣製糖製糖鐵道──林子邊線